# Carl Hermann Schauenburg

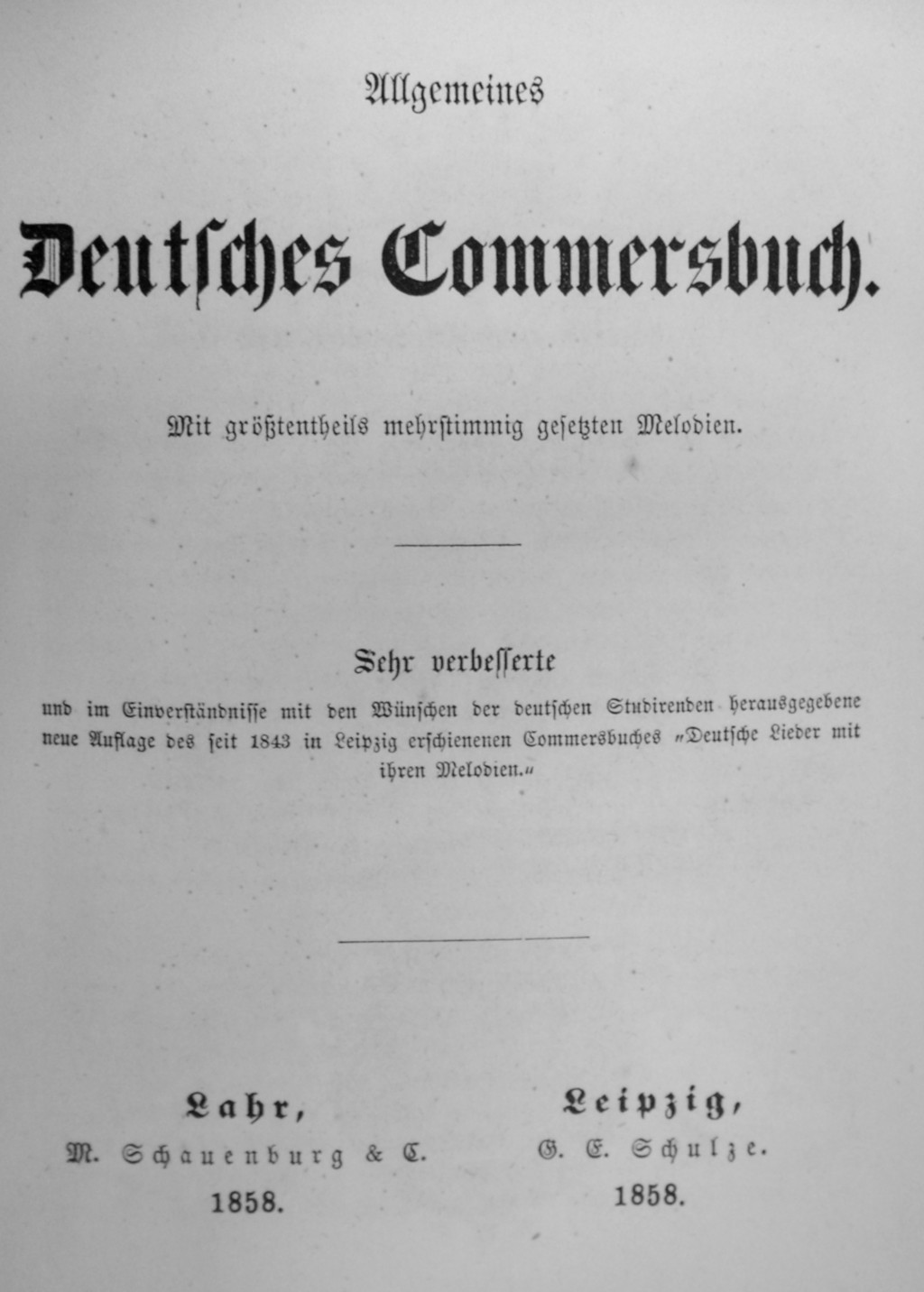
Allgemeines Deutsches Kommersbuch, Erstausgabe 1858

Carl Hermann Schauenburg (auch Karl Hermann Schauenburg; * 23. April 1819 in Bünde; † 21. Oktober 1876 in Moers) war ein deutscher Mediziner, Burschenschafter und Dichter. Seine Werke veröffentlichte er zum Teil unter den Pseudonymen „Heinrich Loschge“ und „Dr. Ellen“.

## Familie
Hermann Schauenburg war ein Sohn des seit 1811 in Bünde als Zoll- und Steuereinnehmer tätigen  königlich preußischen Domänenrentmeisters Johann Conrad Schauenburg (1789–1853) und dessen Ehefrau Helene Charlotte geborene Rothert. Der Philologe und Gymnasiallehrer Eduard Schauenburg und der Verleger und Buchhändler Moritz Schauenburg waren seine jüngeren Brüder. Der Verleger August Moritz Ferdinand Schauenburg war sein Neffe. 1820 zog die Familie von Bünde nach Herford.

## Leben
Hermann Schauenburg besuchte das Friedrichs-Gymnasium Herford und das Gymnasium Georgianum (Lingen). Nach dem Abitur studierte er ab 1839 an der Rheinischen Friedrich-Wilhelms-Universität Bonn Medizin. Beim Corps Rhenania Bonn war er Renonce. Schauenburgs  Bruder Gerhard Heinrich Eduard studierte zur selben Zeit evangelische Theologie; mit ihm teilte er sich bei Mayer in Poppelsdorf die Bude. 1840 wechselte er an die Universität Leipzig. Mit seinem Schulfreund Hermann Kriege betätigte er sich in der Leipziger Burschenschaft Kochei, die seit 1834 verboten war. Schauenburg und Kriege befreundeten sich mit dem damaligen Apothekergehilfen und späteren Schriftsteller Theodor Fontane. 1842/43 beendete er das Studium an der Friedrich-Wilhelms-Universität zu Berlin. 1843 wurde er in Berlin zum Dr. med. promoviert.
Im Jahr 1843 gab Hermann Schauenburg mit Rudolf Löwenstein und Justus Wilhelm Lyra das Buch Deutsche Lieder nebst ihren Melodien in Leipzig bei Robert Friese heraus. In Berlin nahm man ihn aufgrund von Briefen, die bei seinem in München inhaftierten Freund Hermann Kriege gefunden worden waren, im April 1843 fest, ließ ihn nach sieben Wochen aber wieder frei, wobei ihm die Haft als Strafe für seine Tätigkeit in der verbotenen Leipziger Burschenschaft angerechnet wurde.
Nach einer längeren wissenschaftlichen Reise praktizierte er von 1846 bis 1848 in Herford, wo er sich aktiv am politischen Leben der Stadt beteiligte und seine liberalen Ansichten in der Kölnischen Zeitung veröffentlichte. 1849 wirkte er in Schildesche bei Bielefeld, schrieb für die Rhein- und Moselzeitung und wurde anschließend in Brodenbach an der Mosel Distriktionsarzt. Er habilitierte sich 1852 in Bonn. Er wirkte bis 1856 als erster Assistenzarzt bei Carl Wilhelm Wutzer an der Bonner Chirurgischen Klinik. Im Oktober 1852 besuchte ihn Bettina von Arnim, mit der er bereits seit seinen Studienzeiten in Berlin bekannt war. Er setzte sich mit ihr für die Gründung einer Goethe-Stiftung ein, bei der August Heinrich Hoffmann von Fallersleben eine Stelle als Oberbibliothekar bekommen sollte. Er stand zu dieser Zeit im Briefwechsel mit dem politisch verfolgten Gottfried Kinkel und traf sich mit dessen Ehefrau Johanna sowie dem  Dichter und Philologen Karl Simrock und dem Lyriker Ferdinand Freiligrath. 1854 übernahm er eine Bezirksarztstelle in Castellaun und 1855 übersiedelte er nach Godesberg.
Er war Redakteur des Düsseldorfer Künstler-Albums, das er vom Jahrgang 4, 1854, bis Jahrgang 6, 1856, unter dem Namen „Schauenburg“ und vom Jahrgang 7, 1857, bis Jahrgang 8, 1855 unter seinem Pseudonym „Dr. Ellen“ redigierte.
Hermann Schauenburg war Mitglied der Gesellschaft Deutscher Naturforscher und Ärzte. Er wurde am 22. August 1856 unter der Präsidentschaft von Christian Gottfried Daniel Nees von Esenbeck mit dem akademischen Beinamen Loschge unter der Matrikel-Nr. 1772 als Mitglied in die  Kaiserliche Leopoldino-Carolinische Deutsche Akademie der Naturforscher aufgenommen.
Als Resultat einer Streitigkeit mit Karl Otto Weber, der beschuldigt wurde eine Frau geschwängert und bei dieser danach mehrere schmerzhafte Abtreibungsversuche durchgeführt zu haben, wurde Hermann Schauenburg, nachdem ihn die Frau im 1. Quartal 1857 in seiner Praxis aufgesucht und er den Vorgang zu weiteren Ermittlungen dem zuständigen Kreisphysikus Friedrich Wilhelm Böcker gemeldet hatte, 1857 die Lehrberechtigung aus formalen Gründen entzogen. Karl Otto Weber wurde, nachdem die Betroffene Apollonia Menner aus Niederich ihre Anzeige zurückzog, 1857 zum außerordentlichen Professor der pathologischen Anatomie ernannt. Hermann Schauenburg, der den gesamten Vorgang in seiner Schrift Zur Sittengeschichte deutscher Hochschulen umfassend aufarbeitete und darstellte, war nach dem Entzug seiner Lehrerlaubnis von 1857 bis 1859 in Düsseldorf und von 1859 bis 1866 wieder in Godesberg. Nachdem der preußische Kultusminister Heinrich von Mühler ihn rehabilitierte wurde er 1866 Kreisarzt in Zell an der Mosel und war im preußisch-österreichischen Krieg im Jahr 1866 in stehenden Kriegslazaretten in Schweidnitz und Görlitz tätig. Im Jahr 1868 war er Kreisphysicus in Quedlinburg und zuletzt von 1875 bis zu seinem Tod praktischer Arzt in Moers.
Hermann Schauenburg war seit August 1852 mit seiner 1831 in Rotterdam geborenen Frau Helene geb. Bertel, verheiratet. Das Ehepaar bekam 11 Kinder, von denen 7 (sechs Knaben und ein Mädchen) überlebten.
Er war mit dem Baseler Literarhistoriker Jacob Burckhardt befreundet und ein treuer Anhänger von Ernst Moritz Arndt, der bis an sein Lebensende sein Freund und Gönner war. Von seiner weiteren Korrespondenz sind Briefe an Gottfried und Johanna Kinkel, den Germanisten Friedrich Zarncke, den Lyriker und Publizisten Johann Nepomuk Vogl, den Fabrikanten Julius Erhard, den Arzt, Politiker sowie Dichter patriotischer Lyrik, beliebter Volkslieder und Sagen Wolfgang Müller von Königswinter und den Schriftsteller Friedrich Hofmann in den jeweiligen Nachlässen und Archiven erhalten.
Hermann Schauenburg wurde auf dem Burgfriedhof (Bad Godesberg) begraben.

## Medizinische Schriften
- Tischrücken und Tischklopfen eine Thatsache. Mit Dokumenten von den Herren: Dr. K. Simrock, Hoffmann v. Fallersleben, Dr. O. Schade und Neusser in Bonn. Arnz, Düsseldorf 1853 (Digitalisat)
- Tischrücken und Tischklopfen, ein wissenschaftliches Problem. Arnz, Düsseldorf 1853 (Digitalisat)
- Das Accommodationsvermögen der Augen. Nach Dr. A. Cramer zu Groningen und Prof. Donders zu Utrecht. Verlag von J. H. Geiger (M. Schauenburg), Lahr 1854 (Digitalisat)
- Der Augenspiegel, seine Anwendung und Modificationen nebst Beiträgen zur Diagnostik innerer Augenkrankheiten. Verlag von J. H. Geiger (M. Schauenburg), Lahr 1854 (Digitalisat). Deutsche Übersetzung von: Adrien Christophe van Trigt: De speculo oculi. Dissertation Utrecht 1853.
- Ophthalmiatrik. Nach den neuesten Forschungen für das Studium und die Praxis. Vierte Auflage, Verlag von M. Schauenburg & C., Lahr 1865 (Digitalisat)
- Erinnerungen aus dem preußischen Kriegslazarethleben von 1866. Beiträge zur Humanität und Chirurgie für Laien und Aerzte. Altona 1869 (Digitalisat)
- Handbuch der kriegschirurgischen Technik zum Gebrauche im Felde und bei Vorlesungen. Enke, Erlangen 1874 (Digitalisat)
- Handbuch der öffentlichen und privaten Gesundheitspflege. Grieben, Berlin 1876 (Digitalisat)
- Hygienische Studien über die Sonntagsruhe. Grieben, Berlin 1876 (Digitalisat)

## Werke
Schauenburg/Weber-Affäre (Konflikt mit der Universität Bonn)
Akademische Zustände. Verlag von M. Schauenburg & C., Lahr 1860 (Digitalisat)
Zur Sittengeschichte deutscher Hochschulen, 2. Auflage, Verlag von M. Schauenburg & C., Lahr 1860 (Digitalisat)
ohne Pseudonym
Julie und ihr Haus. Eine Reliquie. Von einem Epigonen. Brockhaus, Leipzig 1847 (Digitalisat)
Gedichte. Arnz, Düsseldorf 1853
Die Reisen in den südafrikanischen Binnenländern. Die berühmtesten Entdeckungsreisen zu Land & See bis auf die neueste Zeit in geschichtlichen Darstellungen, Dritter Band, Verlag von Moritz Schauenburg, Lahr 1867 (Digitalisat)
Pseudonym Dr. Ellen
mit Caspar Scheuren: Fischerleben in Lust und Leid. Zwei Tage in 22 Bildern. Düsseldorfer lithographische Kunst-Anstalt, Schulze, Leipzig 1859  (Digitalisat)
mit Caspar Scheuren: Fischerleben in Lust und Leid. Zwei Tage in 22 Bildern, Gera 1859 (Digitalisat)
Pseudonym Heinrich Loschge
Das Reserve-Lazareth in Schöppenstedt. Fünfactiges Lustspiel in Versen. G. Emil Barthel, Halle 1872 (Digitalisat)
als Herausgeber (ohne Pseudonym)
mit Rudolf Löwenstein und Justus Wilhelm Lyra: Deutsche Lieder nebst ihren Melodien. 1843 (Digitalisat der Herzogin Anna Amalia Bibliothek)
mit Moritz Schauenburg: Allgemeines Deutsches Commersbuch. Mit größtentheils mehrstimmig gesetzten Melodien. Schauenburg, Lahr 1858 und Schulze, Leipzig 1858